# Mirjana Lazić
Mirjana Lazić je srpski dramaturg i pisac scenarija.

## Biografija
Rođena je u Beogradu, gde je završila osnovnu školu i Petu beogradsku gimnaziju. Studirala je i završila dva fakulteta: Filološki fakultet u Beogradu, odsek Opšta književnost i teorija književnosti (diplomirala 1985. godine) i Fakultet dramskih umetnosti u Beogradu, odsek Dramaturgija (diplomirala 1990. godine).

## Napisana scenarija

### TV drame
- Priče sa kraja hodnika, prikazana na TV Beograd u martu 1987. godine. Reditelj Miljenko Dereta, igrali: Radmila Živković, Ljiljana Blagojević, Petar Kralj, Voja Brajović, Olivera Marković...[1]
- Kuća za rušenje, prikazana na TV Beograd 1992. godine, reditelj Zoran Tanasković, igrali: Radmila Živković, Anita Mančić, Predrag Laković, Dubravka Mijatović, Vladan Gajović...
- Provalnik, prikazana na TV Beograd, Prvi program RTS-a 1996. godine, rediteljka Ratiborka Duda Ćeramilac, igrali: Ružica Sokić, Milena Pavlović, Danilo Lazović, Renata Ulmanski...
- Ivan, prikazana na TV Beograd, Prvi program RTS 1997. godine, kao i na festivalu PRI EVROPA u Berlinu gde je ušao u najuži izbor od trideset najboljih tv ostvarenja te godine. Rediteljka Ratiborka Ćeramilac, igrali: Vladica Milosavljević, Danilo Lazović, Sonja Savić...
- Virtualna stvarnost, kao film prikazan na više filmskih festivala tokom 2001. godine, dobio nekoliko nagrada. Režija Ratiborka Ćeramilac, igrali: Radmila Živković, Danilo Lazović, Sonja Savić, Maja Mandžuka, Dragan Nikolić...

### Igrana serija
- Ulica lipa, koja se emitovala na RTS-u 2008. i 2009. godine (19 epizoda), a 5. aprila 2015. počelo emitovanje novih deset epizoda, na Prvom programu Televizije Srbije. Reditelj Miroslav Lekić, a igraju: Svetlana Bojković, Radmila Živković, Nataša Ninković, Vojin Ćetković, Anita Mančić, Branko Cvejić, Nenad Jezdić, Dragan Mićanović, Predrag Ejdus, Vuk Kostić, Milorad Mandić Manda, Aleksandra Janković i drugi, a u prvih 19 epizoda igrao je i Josif Tatić koji je preminuo 2013. godine...;[2]
- Radio Mileva, koja se emituje već treću sezonu na RTS, jedan od scenarista.

### Božićne tv drame
- Na Badnji dan, po motivima istoimene jednočinke Koste Trifkovića, prikazana na TV Beograd, na Prvom programu RTS-a 6. januara 2005. godine. Reditelj Slobodan Ž. Jovanović, igrali: Đuza Stojiljković, Slobodan Boda Ninković, Jadranka Nanić, Boris Komnenić...
- Polažajnik, Božićna drama prikazana na tv Beograd, na Prvom programu RTS-a, 6. januara 2006. godine. Reditelj Miloš Radović, igrali: Radmila Živković, Dragan Mićanović, Feđa Stojanović, Bojana Stefanović, Tamara Vučković...

### Mjuzikl Alan Ford
Autor je pozorišnog teksta za mjuzikl „Alan Ford”, po motivima istoimenog stripa, sa premijerom 1994. godine, a koji se izvodio punih osam godina u Teatru T i doživeo više od 150 izvođenja. Predstavu je režirao Kokan Mladenović, a muziku potpisuje Vojkan Borisavljević.

## Spoljašnje veze
- Mirjana Lazic на веб-сајту  (језик: енглески)